# Římskokatolická farnost Vílanec
Římskokatolická farnost Vílanec je územní společenství římských katolíků s farním kostelem svatého Jakuba Staršího v děkanství jihlavském.

## Historie farnosti
První historicky doložená zmínka o obci pochází z roku 1327, kdy zde už byl farní kostel.

## Duchovní správci
Administrátorem excurrendo byl od 1. listopadu 1982 do své smrti 5. ledna 2015 P. Mgr. Pavel Horký, který byl zároveň děkanem jihlavského děkanství. Novým administrátorem excurrendo byl od 1. srpna 2015 ustanoven R. D. Mgr. Jiří Buchta.

## Bohoslužby
| Kostel                  | Místo   | Bohoslužba (den) | Hodina | Poznámka     |
| ----------------------- | ------- | ---------------- | ------ | ------------ |
| svatého Jakuba Staršího | Vílanec | neděle           | 11.00  | farní kostel |

## Aktivity ve farnosti
Dnem vzájemných modliteb farností za bohoslovce a bohoslovců za farnosti brněnské diecéze je 6. červen. Adorační den připadá na 9. září.
V roce 2017 dosáhl výtěžek sbírky ve Stonařově, Otíně, Pavlově a Vílanci 20 464 korun.